# Ilygenes intractata
Ilygenes intractata är en fjärilsart som beskrevs av Edward Meyrick 1938. Ilygenes intractata ingår i släktet Ilygenes och familjen säckspinnare. Inga underarter finns listade i Catalogue of Life.